# Gilbert Bodart
Gilbert Bodart (Ougrée, 2 september 1962) is een Belgisch voormalig voetballer die speelde als doelman.
Bodart brak in de jaren 80 door bij Standard Luik. Hij was meer dan 10 jaar lang de nummer 1 van de Rouches en droeg ook enkele seizoenen de aanvoerdersband. Bij de Rode Duivels stond hij in de schaduw van doelmannen Jean-Marie Pfaff en Michel Preud'homme. Na zijn spelerscarrière werd hij trainer bij onder meer KV Oostende, La Louvière en CS Visé.
Bodart is een zoon van gewezen doelman Jean Bodart.

## Spelerscarrière
Bodart groeide op nabij Luik en leerde voetballen bij het bescheiden CS Verlaine. Op 14-jarige leeftijd maakte hij de overstap naar de jeugd van Standard Luik. De jonge Bodart was net als zijn vader een getalenteerde doelman. Begin jaren 80 werd hij bij de Rouches de doublure van Michel Preud'homme.

### Standard Luik
In het seizoen 1981/82 maakte de toen 20-jarige Bodart zijn debuut op het hoogste niveau. Een grote doorbraak betekende het echter nog niet. Preud'homme bleef onder trainer Raymond Goethals eerste keuze. Toen in 1984 het omkoopschandaal Standard-Waterschei uitbrak, werden heel wat spelers, waaronder Preud'homme, voor lange tijd geschorst. In het seizoen 1984/85 werd Bodart de nieuwe nummer 1. Na het seizoen werd hij voor het eerst uitgeroepen tot Keeper van het Jaar.
Bodart groeide uit tot een echt clubicoon. Hij stond bijna elke wedstrijd onder de lat en werd in de loop der jaren nog drie keer verkozen tot Keeper van het Jaar. Hij is tot op heden samen met Preud'homme recordhouder van de voetbalprijs. Omdat hij net als generatiegenoot Philippe Vande Walle regelmatig strafschoppen nam, pikte Bodart soms ook een doelpunt mee. In 1993 veroverde hij met Standard de beker.
In zijn laatste seizoen voor Standard werd hij beschouwd als favoriet voor de Gouden Schoen. De Luikse doelman werd verslagen door de Australiër Paul Okon. Bodart was na afloop diep teleurgesteld.

### Bordeaux
In 1996 verhuisde de toen 34-jarige Bodart naar Girondins de Bordeaux, waar hij een ploegmaat werd van onder meer Jean-Pierre Papin en Ibrahim Ba. Ook bij de Franse eersteklasser werd hij een vaste waarde onder de lat. In 1997 bereikte hij met Bordeaux de finale van de Coupe de la Ligue. Bodart en zijn ploegmaats verloren uiteindelijk na strafschoppen van RC Strasbourg. Na het seizoen wordt hij uitgeroepen tot beste doelman in de Franse competitie.

### Einde carrière
Na één seizoen in Frankrijk keerde Bodart terug naar Standard. Bij de Rouches waren op dat moment de ervaren Peter Maes en de jonge Jean-François Gillet aan de slag. Beide doelmannen moesten plaats maken voor de terugkeer van Bodart. Standard won geen enkele prijs en eindigde op de negende plaats in het eindklassement.
Bodart trok in 1998 terug naar het buitenland. De 37-jarige doelman belandde in Italië eerst bij Brescia, waar hij nog samenspeelde met Daniele Bonera, Filippo Galli en Dario Hübner. In twee seizoenen speelde hij er meer dan 50 wedstrijden. Toen de club in 2000 naar de Serie A promoveerde, kwam Bodart op de bank terecht. Tijdens de winterstop ruilde hij Brescia in voor tweedeklasser Ravenna, waar hij opnieuw regelmatig aan spelen toekwam. In het seizoen 2001/02 sloot hij zijn carrière af bij KSK Beveren.
In het seizoen 2006/07 was hij als trainer actief bij KSK Wevelgem City. Hij stond er ook nog drie keer onder de lat.

## Statistieken
| Seizoen | Club          | Competitie    | Competitie | Competitie |
| Seizoen | Club          | Competitie    | Wed.       | Dlp.       |
| ------- | ------------- | ------------- | ---------- | ---------- |
| 1979/80 | Standard Luik | Eerste klasse | 0          | 0          |
| 1980/81 | Standard Luik | Eerste klasse | 0          | 0          |
| 1981/82 | Standard Luik | Eerste klasse | 1          | 0          |
| 1982/83 | Standard Luik | Eerste klasse | 0          | 0          |
| 1983/84 | Standard Luik | Eerste klasse | 29         | 0          |
| 1984/85 | Standard Luik | Eerste klasse | 27         | 3          |
| 1985/86 | Standard Luik | Eerste klasse | 33         | 0          |
| 1986/87 | Standard Luik | Eerste klasse | 28         | 0          |
| 1987/88 | Standard Luik | Eerste klasse | 34         | 0          |
| 1988/89 | Standard Luik | Eerste klasse | 34         | 0          |
| 1989/90 | Standard Luik | Eerste klasse | 34         | 0          |
| 1990/91 | Standard Luik | Eerste klasse | 31         | 0          |
| 1991/92 | Standard Luik | Eerste klasse | 34         | 0          |
| 1992/93 | Standard Luik | Eerste klasse | 29         | 1          |
| 1993/94 | Standard Luik | Eerste klasse | 24         | 0          |
| 1994/95 | Standard Luik | Eerste klasse | 33         | 0          |
| 1995/96 | Standard Luik | Eerste klasse | 24         | 0          |
| 1996/97 | Bordeaux      | Division 1    | 38         | 0          |
| 1997/98 | Standard Luik | Eerste klasse | 21         | 4          |
| 1998/99 | Brescia       | Serie B       | 25         | 0          |
| 1999/00 | Brescia       | Serie B       | 30         | 0          |
| 2000/01 | Brescia       | Serie A       | 0          | 0          |
| 2000/01 | Ravenna       | Serie B       | 13         | 0          |
| 2001/02 | KSK Beveren   | Eerste klasse | 11         | 0          |
| Totaal  | Totaal        | Totaal        | 533        | 8          |

## Nationale ploeg
Bodart werd 55 keer geselecteerd voor de Rode Duivels, maar kwam maar 12 keer in actie omdat hij in Jean-Marie Pfaff en Michel Preud'homme geduchte concurrenten had. Hij moest in eerste instantie met Jacky Munaron en later met Filip De Wilde, Dany Verlinden, en Philippe Vande Walle concurreren voor de positie van tweede doelman. Bodart maakte deel uit van de Belgische selecties voor het WK 1986 en het WK 1990. Hij kwam op beide toernooien nooit in actie. Na het afscheid van Preud'homme werd hij even eerste doelman, maar na ruzie met toenmalig bondscoach Paul Van Himst, stapte hij uit de nationale ploeg en werd Filip De Wilde de eerste doelman.

## Trainerscarrière
De trainerscarrière van Bodart startte in de zomer van 2002 bij CS Visé in de Belgische tweede klasse. In januari 2005 werd hij er ontslagen. Een paar dagen na zijn ontslag werd hij aangeworven bij Eendracht Aalst in de tweede klasse, dat in degradatiegevaar verkeerde. Hij bleef er tot het einde van het seizoen, maar de Aalsterse club degradeerde alsnog. In oktober 2005 werd Bodart trainer van La Louvière als opvolger van de ontslagen Emilio Ferrera en in februari 2026 vertrok hij er. In september 2006 werd hij weer actief als trainer, bij de vierdeklasser KSK Wevelgem City. Nadien stapte de trainer uit het voetbal en ging hij aan de slag bij de marketingafdeling van de Grotten van Han.

## Privé
- Arnaud Bodart, een neef van Gilbert Bodart, werd ook eerste doelman bij Standard Luik.

## Erelijst
| Nationaal           |    |                        |
| Belgisch kampioen   | 2x | 1982, 1983             |
| Beker van België    | 2x | 1981, 1993             |
| Belgische Supercup  | 2x | 1981, 1983             |
| Individueel         |    |                        |
| Keeper van het Jaar | 4x | 1985, 1986, 1992, 1995 |